# Gegants de la Sagrada Família
Els Gegants de la Sagrada Família, en Pere i la Pepa, representen dos personatges característics del l'antic barri del Poblet, situat al voltant del temple de Gaudí.
El gegant Pere, l'home dels Coloms, és una figuració d'un personatge real que vivia al barri: Pedro Sampablo, un rodamón vingut de Zamora que es dedicava a ensinistrar coloms. Cridava els ocells pel nom i es posaven sobre l'anella que duia a la mà, molt semblant a la que porta el gegant que el representa. La Pepa la Peixatera, en canvi, és una dona del barri amb una expressió riallera que recorda la simpatia i l'espontaneïtat de les venedores del mercat.
Les figures són obra del mestre imatger Domènec Umbert i s'estrenaren el dia de Sant Jordi del 1988, data de la festa major de la Sagrada Família. Des de llavors, no han deixat de sortir en les cites importants del barri, portats per l'Associació Fal·lera Gegantera de la Sagrada Família.
L'abril del 1995, els gegants estrenaren ball propi: el Cucurull, una creació musical de Magda Font, membre de la colla, amb coreografia de Gerard Balmaseda.
Entre el gran nombre actuacions que han fet els Gegants de la Sagrada Família, dins la ciutat i fora, cal destacar la participació en l'Aplec Internacional de la Sardana i Mostra de grups folklòrics, que va representar una oportunitat de fer conèixer aquestes figures arreu.